# Državna cesta D507
D507 je državna cesta u Hrvatskoj. Ukupna duljina iznosi 15,9 km.